# 新作文
《新作文》（汉语拼音：Xinzuowen）为山西省太原市《新作文》杂志社所出版的系列学生作文选集，每月各版本出版一本。杂志的口号是“我们坚信—没有作文写不好的孩子”。
《新作文》由新作文杂志社创建于山西省太原市，为一本作文选集，所有文章来源于老师以及学生的投递。新作文分成多个板块进行归类。新作文杂志包括：《新作文·小学123年级版》、《新作文·小学456年级版》、《新作文·初中版》、《新作文·中考在线》、《新作文·高中版》、《新作文·高考在线》以及教师刊物《新作文·小学创新作文教学》和《新作文·中学作文教学研究》。新作文也经常出版珍藏版，包括《小学版珍藏本》、《初中版珍藏本》、《高中版珍藏本》等。